# 拔里站

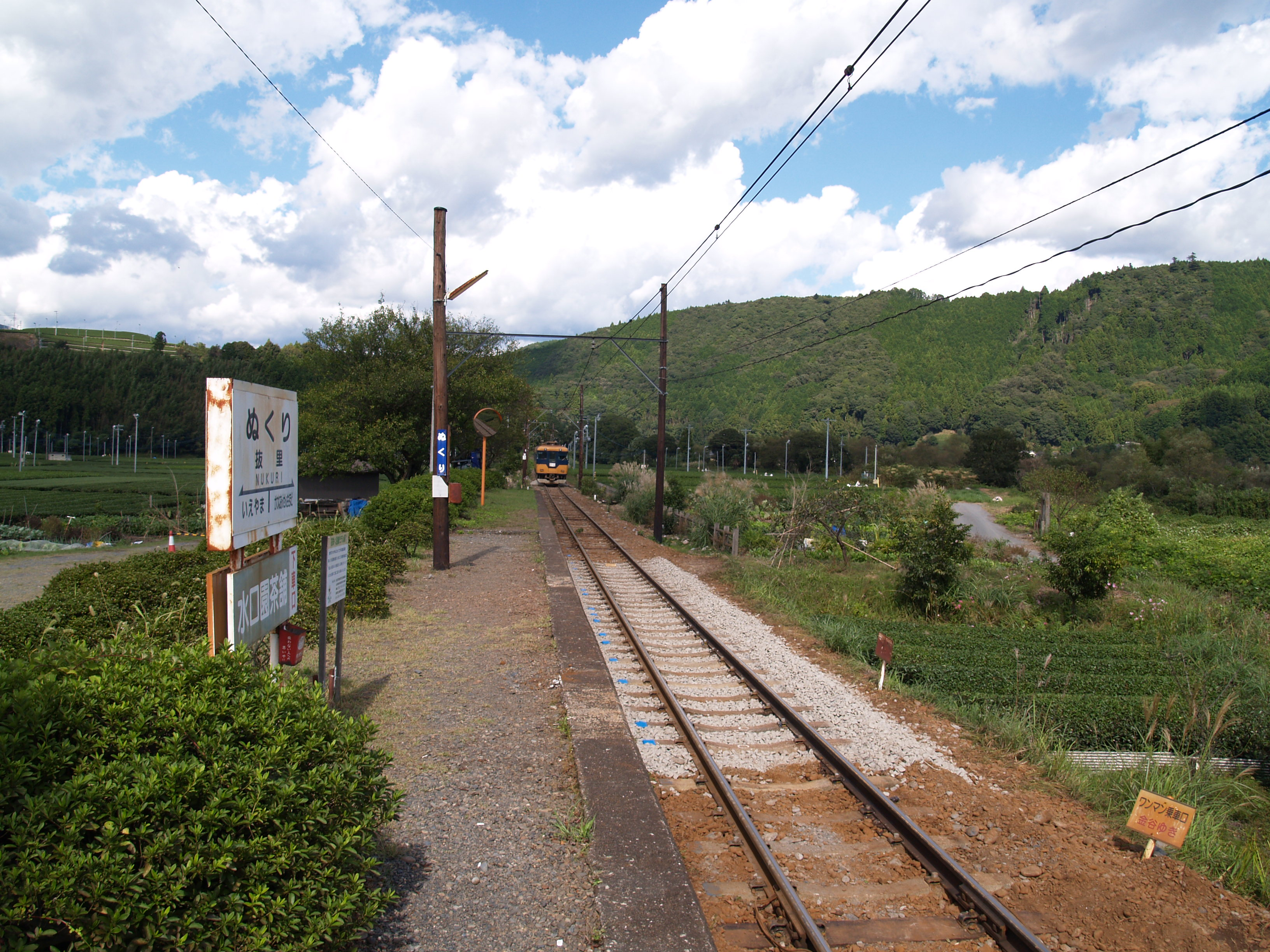
月台（2009年10月）

拔里站（日语：／ Nukuki eki */?）是位於靜岡縣島田市川根町拔里，屬於大井川鐵道的大井川本線車站。

## 歷史
- 1930年（昭和5年）7月16日 - 車站啟用。

## 車站構造
此站是地面車站，設有1面1線的單式月台。此站是無人車站。

## 使用狀況
- 在2007年度，1日平均乘車人次為20人[1]。

## 車站周邊
- 大井川
- 國道473號（日语：国道473号）

## 其他
車站附近有一位婦女與人們之間的互動，在靜岡放送的紀錄片節目《佐代奶奶的無人站 （页面存档备份，存于）》中播出。該節目在2011年獲得日本放送文化大獎。後來，站名牌上寫上了「佐代奶奶的休憩處」。

## 相鄰車站
大井川鐵道
大井川本線
家山－拔里－川根溫泉笹間渡

## 注腳
1. ↑  靜岡縣統計年鑑

## 外部連結
- 大井川鐵道 （页面存档备份，存于）（日語）